# Cabezuela del Valle
Cabezuela del Valle és un municipi de la província de Càceres, a la comunitat autònoma d'Extremadura (Espanya).
Dintre del seu patrimoni s'ha de destacar el pont romà, que salva el riu a considerable altura, així com la seva jueria, de gran importància durant l'edat mitjana. De fet, la sòbria església de pedra de sant Miquel Arcàngel (segles XVI-XVII) va ser edificada sobre una antiga sinagoga i mostra importants contraforts. En el seu interior cal assenyalar el gran retaule barroc i la sagristia de rajoles de Talavera. En Francisco Delicado, vicari d'un arxiprestat en el segle xvii, fou autor de La lozana andaluza. Durant la festa del Judes s'hi passeja un ninot dalt d'un burro i després se li cala foc.

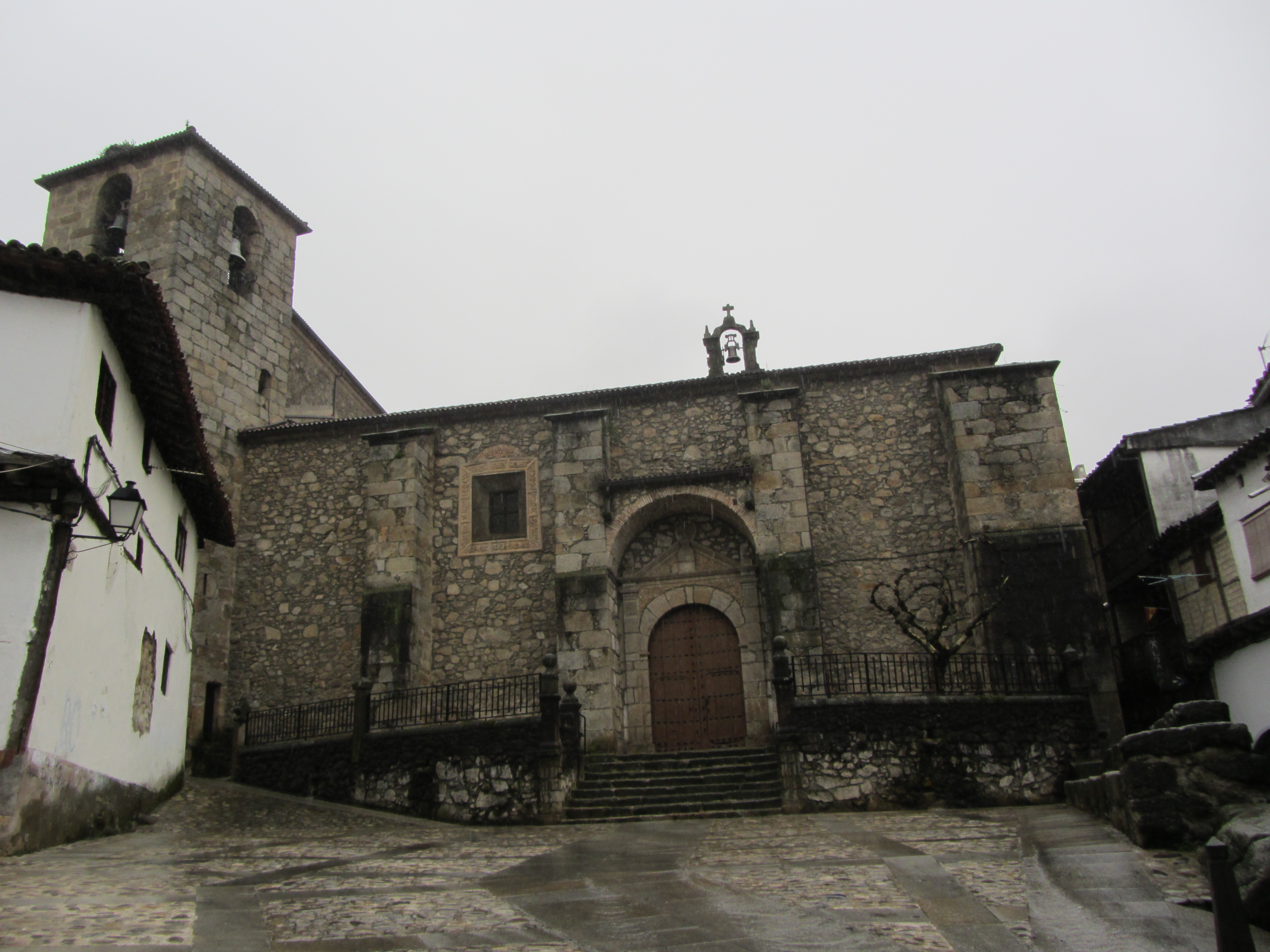
Església de Sant Miquel Arcàngel

En el pintoresc barri de l'Aldea i en la plaça hi ha nombroses cases nobles amb escuts i llegendes pròpies així com cases d'arquitectura popular amb les seves característiques balconades de fusta i sostre de teula.

## Cal visitar
Són també recomanables al Museu de la Cirera, dedicat a aquesta fruita, el seu cultiu i història, el Centro de Interpretación del Agua de la Reserva Natural de la Garganta de los Infiernos i els miradors de l'ermita de Sant Felip i de la Picaza. El cim Valdeamor (en el port d'Honduras) és un lloc magnífic per l'enlairament de parapent.
Cabezuela del Valle fou declarat Conjunt Històric Artístic.